# Pollex bulli
Pollex bulli là một loài bướm đêm thuộc họ Erebidae. Nó được tìm thấy ở Palawan ở Philippines.
Sải cánh dài khoảng 9 mm. 